# Adam Ratajczyk
Pour les articles homonymes, voir Ratajczyk.
Adam Ratajczyk, né le 12 juin 2002 à Varsovie en Pologne,  est un footballeur polonais qui évolue au poste d'ailier gauche au Zagłębie Lubin.

## Biographie

### Carrière en club

#### ŁKS Łódź
Né à Varsovie en Pologne, Adam Ratajczyk est formé par le Znicz Pruszków avant de rejoindre le ŁKS Łódź en 2018, signant un contrat courant jusqu'en juin 2021. Le club évolue en deuxième division polonaise lorsqu'il fait ses débuts en professionnel. Le ŁKS Łódź termine deuxième du championnat lors de la saison 2018-2019 et est donc promu dans l'élite du football polonais.
Adam Ratajczyk découvre donc l'Ekstraklasa, la première division, lors de la saison 2019-2020, jouant son premier match dans cette compétition le 26 octobre 2019 face au Raków Częstochowa. Il entre en jeu à la place de Piotr Pyrdoł et son équipe s'impose par deux buts à zéro.

#### Zagłębie Lubin
Le 2 octobre 2020, Adam Ratajczyk s'engage avec le Zagłębie Lubin, signant un contrat courant jusqu'en juin 2024.

#### Stal Mielec
Le 2 septembre 2022, Adam Ratajczyk est prêté pour une saison au Stal Mielec.
Il marque son premier et unique but pour le Stal Mielec le 2 octobre 2022, lors d'une rencontre de championnat face au Miedź Legnica. Titulaire, il délivre une passe décisive pour Saïd Hamulic sur l'ouverture du score avant de marquer son but, et participe ainsi à la victoire de son équipe par deux buts à zéro.

### En sélection
Adam Ratajczyk joue son premier match avec l'équipe de Pologne espoirs le 17 novembre 2022, lors d'un match amical contre la Croatie. Il entre en jeu et son équipe s'incline par trois buts à un.